# Наманганска област
Наманганска област (узб. Namangan viloyati, Наманган вилояти) једна је од 12 области Узбекистана. Подељена је на 11 округа, а главни град области је Наманган.